# 大激店镇
大激店镇，是中华人民共和国河北省保定市竞秀区下辖的一个乡镇级行政单位。

## 行政区划
大激店镇下辖以下地区：
李庄村、东闫童村、郄庄村、后高庄村、吴庄村、大汲店村、张辛庄村、徐庄村、西闫童村、南闫童村、许庄村、尹庄村、江城东队村、江城西队村、石家庄村和刘家庄村。